# NGC 5518
NGC 5518 is een elliptisch sterrenstelsel in het sterrenbeeld Ossenhoeder. Het hemelobject werd op 10 mei 1882 ontdekt door de Franse astronoom Édouard Jean-Marie Stephan.

## Synoniemen
- MCG 4-34-6
- ZWG 133.13
- NPM1G +21.0389
- PGC 50817